# Hollai Kálmán
Hollai Kálmán (született Heiser) (Salgótarján, 1949. február 26. – 2022. február 17.) magyar színész.

## Élete
Konszolidált cigány családban született. Édesapja szobafestő volt, édesanyja házmester. Zenei általános iskolába járt, ahol oboázni és énekelni tanult. Már ötéves korában eldöntötte, hogy színész lesz. Tizenévesen, szülővárosában amatőr társulatban főszerepet játszott. Húsz évesen jelentkezett a kaposvári színházba, ahova énekes-táncos fiatalokat kerestek.
Sok támadás érte cigány értelmiségiek részéről származásának vállalása miatt is.

A Füredi komédiások c. darabban az I. úr szerepében cilinderben és frakkban, egy mondatnyi szöveggel került színpadra. 

„Boldog voltam, bár nem ismertem még Mensáros László bölcs mondatát: »Valaki akkor kezd színész lenni, ha azzal törődik, miként mondja el egyetlen mondatát, s nem az rágja, miért nem ő a főszereplő.«… Komor István a kaposvári színház korán meghalt igazgatója atyai intelmekkel segített. Neki köszönhetem a karból való kiemelést, vagy hogy Kocsárd temetkezési vállalkozót eljátszhattam Reviczky Gábor (Komoróczy) mellett Bartha Lajos: Szerelem című darabjában.”

1969–1976 között a kaposvári Csiky Gergely Színház tagja volt. 1973–1977 között a Színház- és Filmművészeti Főiskola hallgatója volt Kazán István és Versényi Ida osztályában. A felvételi értesítést késve kapta meg, és elkésett a felvételiről is, de mivel tudta magát tisztázni, utolsóként meghallgatta a bizottság. Illyés Gyula: Bartók c. versét, Kocsárd monológját, a Varázsfuvolából Sarastro áriáját, végül Tevje-dalát énekelte. Felvették. Kedves tanára volt Versényi Ida, Fekete Mária, Ligeti Märy és osztályvezető tanára: Kazán István is. Másodéves évvégi vizsgájukra Vámos László magával viszi Malonyai Dezsőt a Fővárosi Operettszínház igazgatóját az Ódry Színpadra.

„Nagyon fontos ügyben kell beszélnünk – mondta Vámos – , egy hét múlva Malonyai elvtárs behívja az Operettszínházhoz. Szeretnénk egy évre szerződtetni. Tanár úr, kérdeztem, mit illik ilyenkor felvenni, ugyanis egy farmerom van. Tudja mit, akkor az alkalomhoz méltóan én is farmerben leszek! Nemsokára, Latinovits Zoltán fájdalmas elvesztése után szóltak, próbálkozzam meg Bozzi úr szerepével.”

1976–1979 között, illetve 1993 óta a Fővárosi Operettszínház tagja, melyet 1998-tól Budapesti Operettszínházra neveztek át. 1982–1986 között a Szegedi Nemzeti Színház színművésze volt. 1986–1993 között a kecskeméti Katona József Színházban játszott, fellépett szülővárosában is, a Zenthe Ferenc Színházban. A színészet mellett rendezéssel is foglalkozott.

## Színházi szerepei

### Heiser Kálmánként
- Hajdu Júlia – Kaszó Elek – Tóth Miklós: Füredi komédiások... I. úr
- Frederick Knott: Várj, amíg sötét lesz... II. rendőr
- Farkas Ferenc: Csinom Palkó... Rajta Miska
- Jurij Szergejevics Miljutyin – Viktor Jakovlevics Tipot – Raszkov:: Nyugtalan boldogság... III. felderítő
- Carlo Goldoni: A kávéház... II. pincér
- Oscar Straus: Varázskeringő... Sigismund főlakáj
- Ariano Suassuna: A kutya testamentuma... Rabló
- Heinrich von Kleist: Homburg hercege... Katona
- Johann Strauss: Cigánybáró... Buger
- Bertolt Brecht: Kurázsi mama... szereplő
- William Shakespeare: Ahogy tetszik... Charles
- Behár György: Fekete rózsa... Pista
- Szuhovo-Kobilin: Tarelkin halála...
- Barta Lajos: Szerelem... Kocsárd
- Ránki György: Muzsikus Péter... Esz
- Gonda János: Pro Urbe (A városért tették)... Őrmester
- Jules Verne: A tizenötéves kapitány... Herkules
- Mitch Leigh – Dale Wassermann – Joe Darion: La Mancha lovagja... szereplő
- William Shakespeare: Amit akartok... Antonio
- Minkov: Varázslatos muzsika, avagy játsszunk együtt operát... Fehér bohóc
- Száraz György: II. Rákóczi Ferenc... Bezerédy Imre
- Fényes Szabolcs: A kutya, akit Bozzi úrnak hívtak... Dr. Edvardo Bozzi

### Hollai Kálmánként
- Pierre Barillet – Jean-Pierre Grédy – Nádas Gábor – Szenes Iván: A kaktusz virága... Julien
- Csuha Lajos – Dancsák Gyula – Körmendi Vilmos: Az ellopott futár... Szivar
- Robert Barron Nemiroff – Charlotte Zaltzberg – Lorraine Hansberry – Judd Woldin – Robert Brittan: Kitörés... Walter Lee
- William Shakespeare: Lear király... Cornwall fejedelem
- Müller Péter: Búcsúelőadás... Bárió Bárió
- William Shakespeare – Spewack Bella – Samuel Spewack – Cole Porter: Csókolj meg, Katám!... Fred – Petruchio
- Eugène Labiche: Florentin kalap... Emil
- Jókai Mór: Thália szekerén... Becsky Farkas
- Paul Burkhard – Erik Charell – Jürg Amstein – Robert Gilbert: Tűzijáték... Obolszki, cirkuszigazgató
- Szakonyi Károly: Hongkongi paróka... Sas Béni
- Nóti Károly: Nyitott ablak... Novotny közvitéz
- John Ford: Kár, hogy kurva... Soranzo
- Fejes Endre – Presser Gábor: Jó estét nyár, jó estét szerelem... Szmokingos; Lüszterruhás
- Fernando Arrabal: Az orángután-megnyitás... Teddy
- Illyés Gyula: Dózsa György... Herendy; Török; Brandenburgi; Főnemes; Török pasa; Török tiszt
- Tennessee Williams: A vágy villamosa... Stanley
- Harsányi Zsolt – Zágon István: XIV. René, avagy nem ér a nemem... János herceg
- Katona József: Bánk bán... II. Endre
- Németh László: Az áruló... Látogató
- Dario Niccodemi: Tacskó... Mario Sacchi
- Huszka Jenő: Mária főhadnagy... Biccentő
- Zilahy Lajos: A tizenkettedik óra... Kormányelnök
- Viktor Legentov: Nem bánok semmit sem!... Camille; Papa; Orvos; Leplée; Rendőr; Úr; Igazgató; Guitry; Cerdan
- Friedrich Dürrenmatt: A fizikusok... Ernst Heinrich Ernesti
- Németh László: Az írás ördöge... Markusovszky
- Friedrich Dürrenmatt: A milliomosnő látogatása... Rendőr
- Friedrich Dürrenmatt: János király... Lipót
- Molnár Ferenc: Doktor úr... Puzsér
- Bertolt Brecht – Kurt Weill: Háromgarasos opera... Brown
- Mitch Leigh – Dale Wassermann – Joe Darion: La Mancha lovagja... Don Quijote (Cervantes)
- Lionel Bart: Oliver... Fagin
- Tersánszky Józsi Jenő: Szidike lakodalma...Harkocsány
- Dés László – Böhm György – Horváth Péter – Korcsmáros György: Valahol Európában... Szakaszparancsnok
- Andrew Lloyd Webber: Jézus Krisztus szupersztár... Kajafás
- George Bernard Shaw: Szent Johanna... Monseigneur de la Trémouille
- Nan Knighton – Frank Wildhorn: A vörös Pimpernel... Robespierre

## Filmjei
| - Illetlenek (1977) - A fantasztikum betör a detektívregénybe, avagy Daibret felügyelő utolsó nyomozása (1977) - Kalaf és Turandot története (1978) - Hol colt, hol nem colt (1980) - Petőfi (1981) - Jegor Bulicsov és a többiek (1981) - Mese az ágrólszakadt igricről (1981) - Az utolsó futam (1983) - Fürkész történetei (1983) - Mint oldott kéve (1983) - Különös házasság (1984) - Széchenyi napjai (1985) - Idegenek (1985) - Átok és szerelem (1985) - A fantasztikus nagynéni (1986) - Szigorú idők (1988) - Margarétás dal (1989) - Haláli történetek (1991) - Frici, a vállalkozó szellem (1993) - Ábel az országban (1994) - Patika (1995) - A Notre Dame-i toronyőr (1997) - Kisváros (1998) - Ábel Amerikában (1998) - Szomszédok (1998) - A titkos háború (2002) - Medicopter 117 - Légimentők (német-osztrák sorozat) (5. évad 14. rész, 2002) - Ők négyen (2003) - Cigányfúró (2004) | - Kojak Budapesten (1980) - Három szabólegények (1982) - Vérszerződés (1983) - Ámbár tanár úr (1998) - Dallas Pashamende (2004) - Tabló – Minden, ami egy nyomozás mögött van! (2008) |

## Díjai
- A Magyar Köztársasági Érdemrend lovagkeresztje (2000)

## Rendezéseiből
- Szántó-Szécsény: Dunaparti randevú
- Nóti Károly: Nyitott ablak
- Lionel Bart: Oliver!
- Schwajda György: Himnusz